# Franciszka Sadowska
Franciszka Sadowska (z Cieplików, ur. ok. 1812 w Miechowie, działała do 1843) – polska aktorka teatralna i śpiewaczka.

## Kariera teatralna
W 1827 r. wraz z obiema siostrami rozpoczęła pracę w teatrze krakowskim. Występowała z zespołem teatru krakowskiego przez kilka lat, a następnie w zespole prowincjonalnym Feliksa Stobińskiego (1835-1836, 1838-1841) i Zygmunta Anczyca (1843). Wystąpiła m.in. w rolach: Blanki (Hinko kat amsterdamski), Fanny (Paraviedes bankier hiszpański), Madgusi (Obiadek z Magdusią), Emilii (Lektorka), Selimy (Zamek Greinsfenstein), Precjozy (Precjoza) i Anusi (Wolny strzelec).

## Rodzina
Była córką muzyka Karola Cieplika i Marii z Ilińskich. Jej siostrami były: Paulina Biernacka i Agnieszka Stobińska (również aktorki teatralne). Jej mężem był sufler teatralny Adam Sadowski.